# Plets colombins
Amb el nom de plets colombins (en castellà Pleitos colombinos) es recull el seguit de disputes judicials que enfrontaren els hereus de Cristòfor Colom contra la Corona de Castella en defensa dels privilegis obtinguts pel descobridor.
La fase principal d'aquests tingué lloc entre els anys 1508 i 1536.

## Antecedents
Les capitulacions de Colom
El 17 d'abril del 1492 a Santa Fe (Granada), els Reis catòlics atorguen a Cristòfor Colom un seguit de privilegis:
Colom és nomenat almirall, virrei i governador general de tots els territoris que descobrís o guanyés durant la seva vida, i alhora es nomena com a hereus els seus successors de forma vitalícia. També se li va concedir un delme sobre totes les mercaderies que trobés, guanyés i hi hagués als llocs conquerits.
Confirmades, posteriorment, pel privilegi del 30 d'abril a Granada en el qual els reis atorguen a Colom i als seus hereus els oficis d'«almirall, virrei i governador» («Almirante e visorrey e gobernador») fet que constitueix una única circumscripció (Viregne i governació) sota l'autoritat de l'almirall
Per Colom les Capitulacions constitueixen un contracte que vincula a les dues parts i que no pot ser modificat unilateralment; com ho demostra el fet que en l'al·legat que Colom presenta en el memorial de greuges, en el qual al·ludeix al «concert» («concierto») realitzat amb els reis en que se li concedeixen dits oficis. La interpretació per part dels reis tampoc dona lloc a dubtes: consideren que Colom actua com a criat de ses alteses, més clara es mostra l'argumentació del fiscal en la resposta que es dona a Colom a la seva petició on al·lega al caràcter contractual de les Capitulacions: «menys pot passar això que voldria dir la part contrària que aquesta Capitulació fou un contracte...» («menos puede pasar lo que querria decir la parte contraria que esta Capitulación fue un contrato...»)
Les motivacions dels plets
Al fer-se evident la magnitud de les terres descobertes per Colom els reis es tornen més predisposats a restringir les concessions donades a l'Almirall. Mentre Colom és a la península preparant el tercer viatge esclata a la Hispaniola la rebel·lió de Roldán. A la Cort arriben queixes vers l'administració que fan els Colom al nou món i finalment els reis resolen ordenar una perquisició (pesquisa) que durà a terme Francisco de Bobadilla. Els Colom (Cristòfor, Dídac i Bartomeu) són fets presos i retornats a la península. Malgrat que són alliberats pels reis, Colom és apartat del govern de l'illa i la corona li retira gran part de les prerrogatives que li havien concedit.
Com ja s'ha indicat Cristòfor Colom no restà quiet davant el que considerava un incompliment de les Capitulacions, davant la seva destitució i la inobservança del compromís per part dels reis, l'Almirall sol·licità diferents informes a juristes en els que es resumeixen els seus drets i s'argumenten sol·licitant que li siguin respectats. Això no obstant, Colom no pretén iniciar un procés judicial, les seves actuacions es mouen en l'esfera del govern, demandant, via petició, que li siguin reconeguts els seus privilegis i se'l desagreugés. Peticions que no foren ateses.
A la mort d'en Colom, el 20 de maig de 1506, el seu primogènit, Diego, planteja el conflicte de forma diferent: Davant la inutilitat del recurs de greuge obté llicència reial per dur el plet a l'esfera judicial.
El 1508 Ferran el Catòlic, com a regent de Castella, nomenà Diego governador de les Índies, però ho feu segons la fórmula: el temps que la meva mercè i voluntat fos ("el tiempo que mi merced e voluntad fuere"), és a dir segons el designi del rei. Diego Colón opinava que aquest càrrec li corresponia a perpetuïtat i per aquest motiu inicià un plet contra la corona.

## Desenvolupament

### Plet de Sevilla (1511)
L'any 1511, Diego Colón remet un escrit on reclama que es respectin els seus privilegis fent especial menció a:
- El reconeixement dels drets de Virrei i Governador de tot lo descobert i per descobrir.
- L'abonament del salari d'aquests càrrecs.
- Competència exclusiva en la provisió de càrrecs de justícia.
- Autorització per a obrir jutjats a la Península per atendre causes referents als indis.
- Presència d'un delegat seu en les deliberacions de la Casa de la Contratación de Sevilla, quan aquestes es refereixin a les Índies.
- El pagament del delme 10% dels beneficis obtinguts a les Índies.

El 5 de maig de 1511, a Sevilla, es feu pública una primera sentencia. En aquesta es reconeixia als Colom el càrrec de Virreis a perpetuïtat i el dret al 10% de tots els beneficis obtinguts de les Índies. La Corona rebia, entre altres coses, el dret a nomenar jutges d'apel·lació. Cap de les dues part es mostrà satisfeta amb aquesta sentència i ambdues l'apel·laren.

### Plet del Darién
En principi connectat amb el plet "general" cobra autonomia una nova causa: l'anomenat "plet del Darién":
El 2 de gener de 1512 el representant de Diego demana al Consell una nova declaració de la sentència de Sevilla. Aquesta diferia de l'anterior en què es reclamava la governació del Darién: Al plet s'hi afegeix la qüestió entorn de la jurisdicció de la família Colom en les terres continentals.

### Plet dels 42 Capítols (1515-1520)
Recurs de nul·litat de la sentència de 1511. Diego presenta aquest recurs basant-se en dos punts:
- La sentència no determina res quant a la qüestió de la provisió de càrrecs, la qual cosa fa que la declaració sigui incongruent processalment (diferència entre allò demanat i allò resolt).
- Davant de la petició del procurador de Diego a l'aclariment dels termes de la sentència la resposta es pronuncià en sols tres punts («la residencia, las grangerías e de la decima») i tot i que no es va recórrer aquesta, fet que implicaria una acceptació, fou a causa d'una mala gestió per part del procurador el qual no tenia poders per a consentir ni transigir.

Després d'un llarg temps el plet conclou el 22 de maig de 1520 amb la sentència coneguda amb el nom de "declaració de La Corunya". En aquesta es reconeix que Diego Colón, quant a Virrei, és exempt del judici de residència i pot intervenir en el règim municipal i en la Casa de la Constitución de Sevilla, proposa els càrrecs de govern i pot percebre el delme de tots els territoris sota la seva jurisdicció. Per altra part es reafirmen els nomenaments dels jutges d'apel·lació nomenats el 1511 per la corona.
Malgrat que aquesta sentència és força favorable als interessos de Colón, aquest interposa, en menys de tres mesos i davant notari, una protestació i reserva de drets al·legant que la sentència de Corunya també era nul·la tot assenyalant que no la consentia tot i que l'acatava per respecte als reis, però que suplicaria envers la sentència. Pocs dies després presenta davant els jutges de Sevilla un exemplar dels seus privilegis per tal de poder-los al·legar en un futur procés.
El 1524 Diego Colón fou destituït del càrrec de governador i aquest activa el nou procés tot presentant un memorial de 8 capitols en defensa dels seus drets.
Quan Diego morí, dos anys més tard, la seva vídua continuà el plet en nom del seu fill Lluis, menor d'edat. En aquesta fase dels plets el representant de la família fou el germà de Diego: Fernando Colón.
El 25 de juny de 1527 es feu pública la "sentència de Valladolid", la qual declarava nul·les les dues sentències anteriors i ordenava recomençar tot el procés. El fiscal (representant de la corona) demana que es revoqui aquesta última sentència, mentre que els Colom reclamen que es confirmi la sentència de Sevilla de 1511 excepte en els punts que no els eren faborables.
En el nou procés el nou fiscal de la Corona, Villalobos, emprà un estratagema judicial per tal de desvirtuar els drets de la família Colom: El nou fiscal tractà de demostrar que el descobriment de les Índies havia estat possible gràcies a la intervenció cabdal de Martín Alonso Pinzón i no pas als mèrits de Colom, l'elecció de Martín Alonso Pinzón com a meritori del descobriment corresponia, a banda de la importància de la seva aportació en el primer viatge, també a motius econòmics: els descendents d'aquest havien renunciat als seus drets en favor de la Corona. Per tal de fomentar la seva argumentació el fiscal feu declarar a testimonis del Primer Viatge a les Índies. En aquest procés es donaren dues sentències: la de Dueñas, del 25 d'agost 1534 i la següent de Madrid del 18 d'agost 1535. Les dues reduïen el virregnat colombí a les terres descobertes per Cristòfor Colom i retorna a la corona les potestats fiscals.

### Laude arbitral
Finalment, les parts es sotmeteren a un laude arbitral, dictat el 28 de juny de 1536 pel president del consell d'Índies, el bisbe García de Loaysa y Mendoza, i pel president del consell de Castella, Gaspar de Montoya.
Aquest Laude:
- confirma el càrrec d'almirall de les índies a perpetuïtat per als Colom, amb privilegis anàlegs als d'Almirall de Castella
- Suprimeix els càrrecs de Virrei i governador general de les Índies.
- Constitueix un senyoriu colombí: l'illa de Jamaica (amb el títol de marqués), un territori de 25 llegues quadrades a Veragua (amb el títol de duc).
- Confirma als Colom la possessió de les seves terres a la Hispaniola, concedint a perpetuïtat els càrrecs d'agutzil major (alguazil mayor) de Santo Domingo i de l'Audiència de l'illa.
- Atorga rendes de 10.000 ducats anuals als Colom i 500.000 maravedís / any a cada una de les germanes de Luis Colón.

### Plets menors
Posteriorment al laude arbitral de 1536 es donaren altres litigis entre la família Colom i la Corona, però aquests foren de poca importància: entre 1537 i 1541, entre 1555 i 1563 i esporàdicament fins a finals del segle xviii.

## Interès històric
Donat que les dues parts hagueren de prendre declaració a nombrosos testimonis que participaren en els primers viatges a Amèrica la documentació recollida en aquests constitueix una font d'informació molt important, fins i tot fonamental, per als historiadors. Això no obstant, donat que ens troben davant d'uns documents recollits entorn d'un judici fa que la informació recollida en aquest sigui posada en dubte, donat que no correspon a sentència sinó a testificals d'una de les parts.